# 33. Unterseebootsflottille
De 33. Unterseebootsflottille was een operationele eenheid U-Boten van de Duitse Kriegsmarine tijdens de Tweede Wereldoorlog. De eenheid werd in september 1944 opgericht en kwam onder leiding te staan van Georg Schewe.
76 U-Boten maakten tijdens het bestaan van de eenheid deel uit van de 33. Unterseebootsflottille. De eenheid zat tijdens haar gehele bestaan gevestigd in Flensburg. De boten kwamen uit de Franse havens, waaruit ze gevlucht waren toen de Amerikanen snel naderden met Operatie Overlord. Met de overgave van Nazi-Duitsland in mei 1945 werd ook de eenheid officieel opgeheven.

## Commandanten
- September 1944 - oktober 1944 - Korvettenkapitän Georg Schewe[1]
- Oktober 1944 - mei 1945 - Korvettenkapitän Günther Kuhnke[1]